# Francisco Ventoso

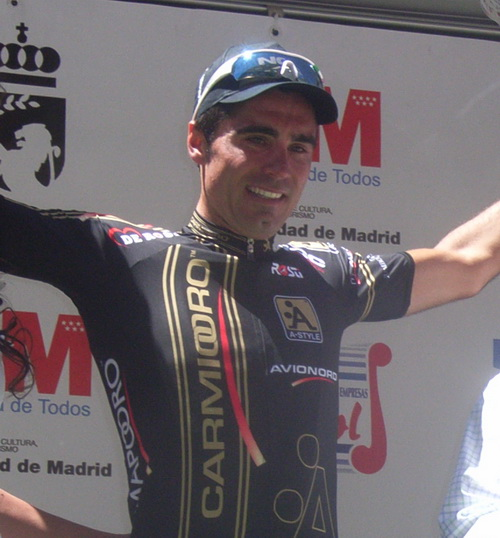
Francisco Ventoso, 2009

Francisco Ventoso (Reinosa, Cantábria, 6 de maio de 1982) é um ciclista profissional espanhol que participa em competições de ciclismo de estrada.
Francisco Ventoso é um sprinter e tem como principais vitórias uma etapa na Vuelta a España de 2006 e uma vitória na Volta ao Qatar.